# Handball Club Nantes
L'Handball Club Nantes è una squadra di pallamano francese avente sede a Nantes.

Il club è stato fondato nel 1953 ed attualmente milita nella Division 1 del campionato francese.

Disputa le proprie gare interne presso l'H Arena di Nantes il quale ha una capienza di 5.500 spettatori.

## Storia
È stato per quattro volte vice campione di Francia (2017, 2020, 2022 e 2024) ed è arrivato in finale nella Champions League 2017-18, perdendo contro i connazionali del Montpellier.

## Palmarès
- Coppa di Francia: 3

2016-17, 2022-23, 2023-24
- Coppa di Lega: 2

2014-15, 2021-22
- Supercoppa di Francia: 3

2017, 2022, 2024

## Rosa 2025-2026
| N° | Naz.                | Ruolo | Sportivo              | Anno |  |  |
| -- | ------------------- | ----- | --------------------- | ---- |  |  |
| 1  | Croazia (bandiera)  | P     | Ivan Pešić            | 1989 |  |  |
| 2  | Francia (bandiera)  | T     | Romain Lagarde        | 1997 |  |  |
| 3  | Francia (bandiera)  | T     | Thiubaud Briet        | 1999 |  |  |
| 4  | Francia (bandiera)  | T     | Aymeric Minne         | 1997 |  |  |
| 5  | Giappone (bandiera) | PV    | Shuichi Yoshida       | 2001 |  |  |
| 6  | Spagna (bandiera)   | T     | Ian Tarrafeta         | 1999 |  |  |
| 7  | Spagna (bandiera)   | A     | Valero Rivera Folch   | 1985 |  |  |
| 8  | Francia (bandiera)  | T     | O'Brian Nyateu        | 1992 |  |  |
| 9  | Francia (bandiera)  | A     | Théo Avelange-Demouge | 1996 |  |  |
| 10 | Slovenia (bandiera) | T     | Rok Ovniček           | 1995 |  |  |
| 11 | Francia (bandiera)  | PV    | Nicolas Tournat       | 1994 |  |  |
| 13 | Francia (bandiera)  | T     | Julien Bos            | 1998 |  |  |
| 15 | Slovenia (bandiera) | PV    | Matej Gaber           | 1991 |  |  |
| 16 | Spagna (bandiera)   | P     | Ignacio Biosca        | 1995 |  |  |
| 17 | Svizzera (bandiera) | A     | Noam Leopold          | 2002 |  |  |
| 18 | Algeria (bandiera)  | T     | Ayoub Abdi            | 1997 |  |  |
| 19 | Spagna (bandiera)   | A     | Kaludi Odriozola      | 1997 |  |  |